# Frank Brown (Politiker)

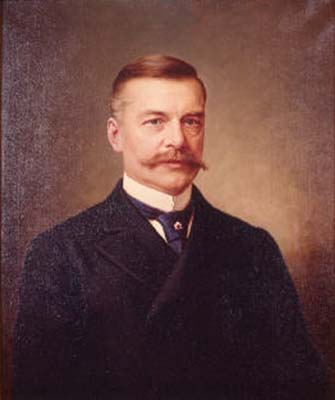
Frank Brown

Frank Brown (* 8. August 1846 im Carroll County, Maryland; † 3. Februar 1920 in Baltimore, Maryland) war ein US-amerikanischer Politiker (Demokratische Partei) und von 1892 bis 1896 Gouverneur des Bundesstaates Maryland.

## Frühe Jahre und politischer Aufstieg
Frank Brown besuchte die örtlichen Schulen seiner Heimat und war seit 1876 politisch aktiv. Zwischen 1876 und 1878 saß er im Abgeordnetenhaus von Maryland. Von 1880 bis 1892 war er Präsident der landwirtschaftlichen und mechanischen Gesellschaft von Maryland (Maryland Agricultural and Mechanical Society). Zwischen 1886 und 1892 war er zudem noch Leiter der Poststelle (Postmaster) in Baltimore und er war Mitglied im Organisationskomitee von Maryland für die Weltausstellung des Jahres 1893 in Chicago. Am 3. November 1891 wurde er zum neuen Gouverneur seines Staates gewählt.

## Gouverneur von Maryland
Frank Brown trat seine vierjährige Amtszeit am 13. Januar 1892 an. In seiner Regierungszeit musste er sich mit einem Streik der Bergleute in Frostburg auseinandersetzen. Im Jahr 1893 wurde nach einer Verfassungsergänzung der Gerichtshof in Baltimore um eine weitere Richterstelle erweitert. Die Kinderarbeit wurde verboten und am Baltimore College wurde eine zahnmedizinische Abteilung geschaffen.
Browns Amtszeit endete am 8. Januar 1896. Danach war er noch als Wahlkampfmanager bei einigen Bürgermeisterwahlen tätig. 1904 war er einer der demokratischen Wahlmänner bei den für die Partei erfolglosen Präsidentschaftswahlen. Damals wurde der Republikaner Theodore Roosevelt in eine zweite Amtszeit gewählt. Danach zog sich Frank Brown in sein Privatleben zurück. Er starb am 3. Februar 1920. Mit seiner Frau Mary Ridgely Preston hatte er zwei Kinder.